# Линия в аэропорт (Казань)
Линия в аэропорт (в обиходе Электричка в аэропорт) — железнодорожная линия городского поезда-электрички в городе Казань, входит в систему казанских пригородно-городских электропоездов и дополняет другой казанский городской транспорт. Единственная действующая и первая из трёх планируемых линий городской электрички. Одна из немногих в России преимущественно отдельная линия городской электрички. Оператором-перевозчиком, как и на всех казанских электропоездах, является дочерняя РЖД пригородная пассажирская компания (ППК) «Содружество».

## История

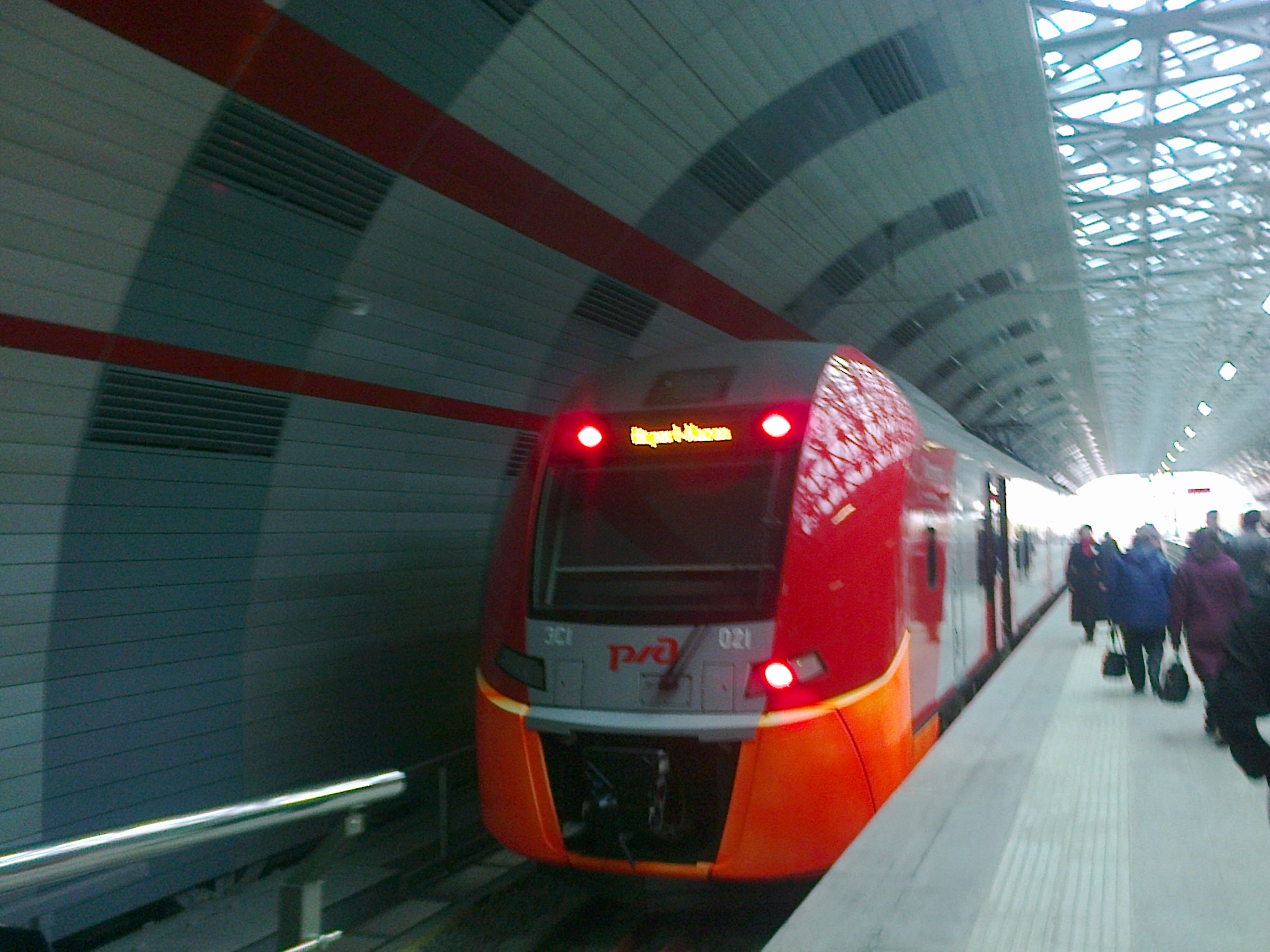
электропоезд «Ласточка» на станции Аэропорт

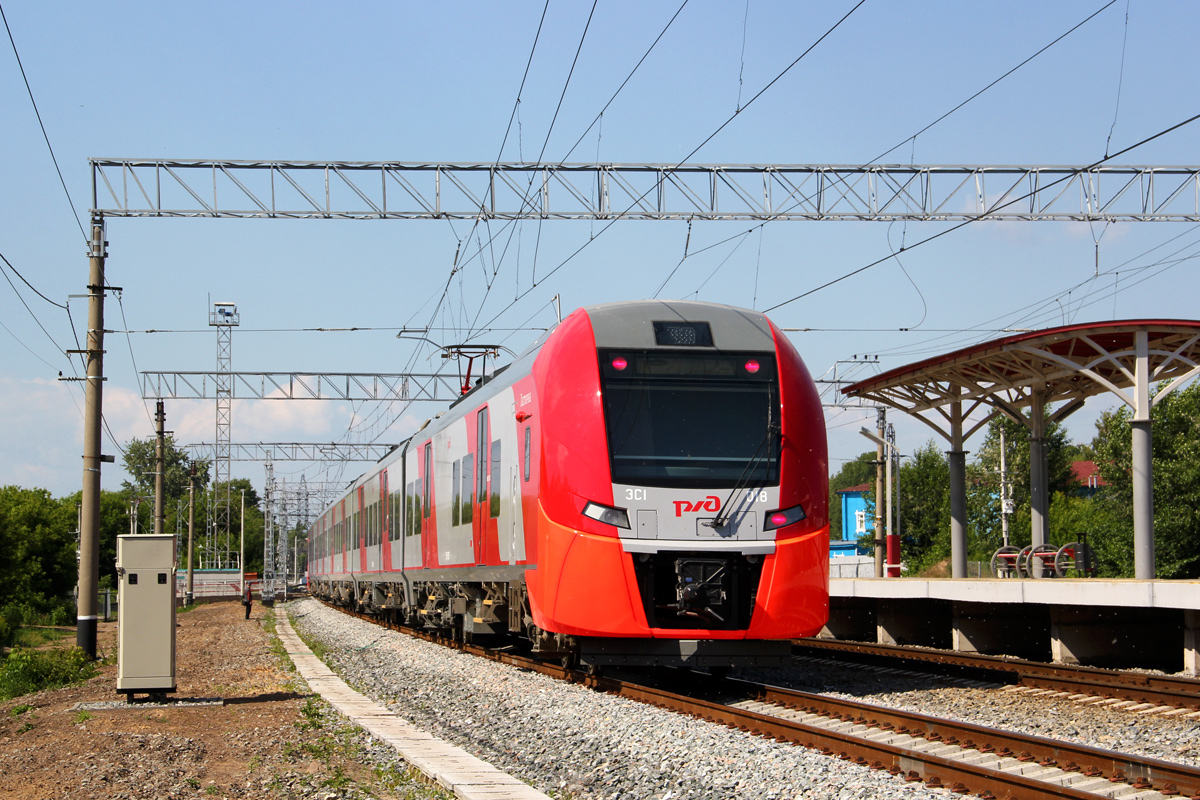
электропоезд «Ласточка» на станции Вахитово

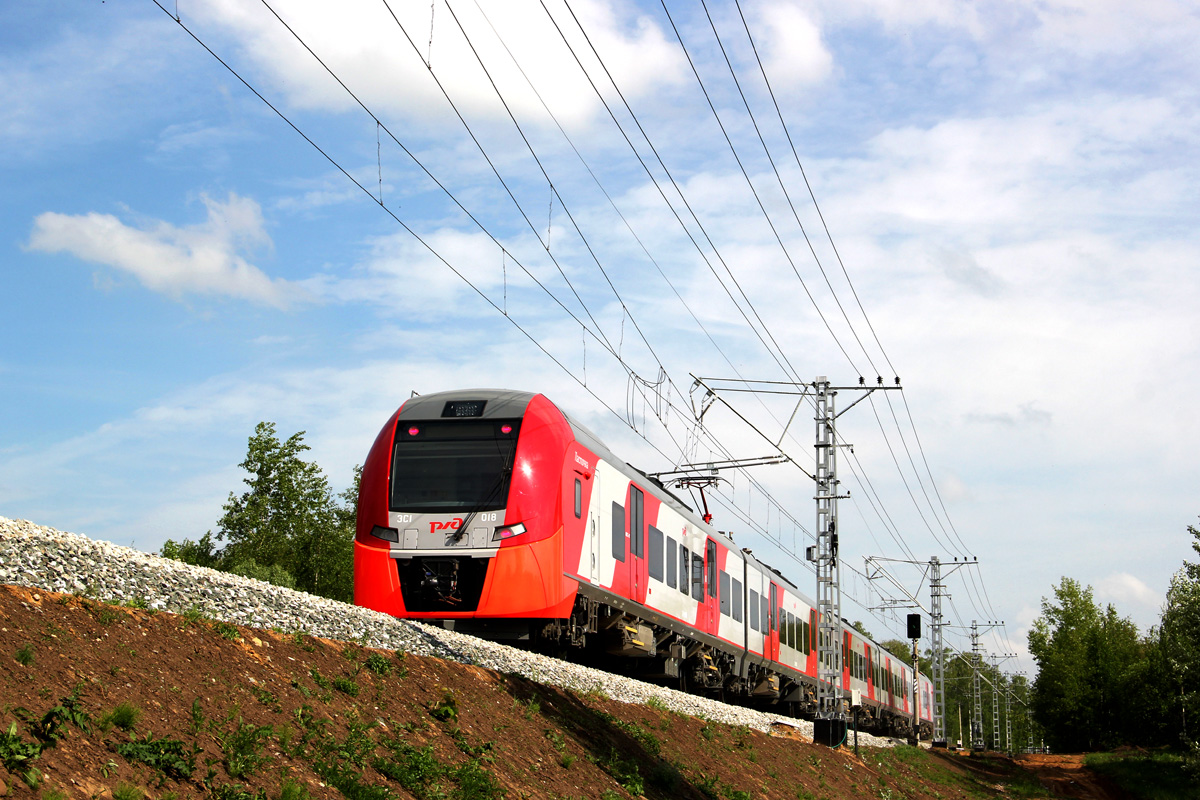
электропоезд «Ласточка» у станции Берёзовая роща

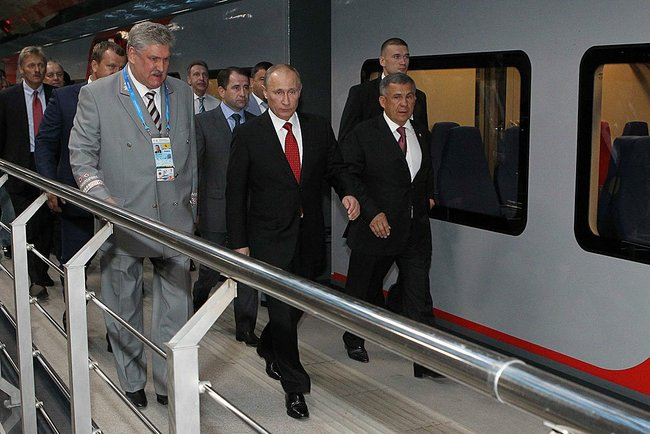
Президенты России и Татарстана В.Путин и Р.Минниханов на станции Аэропорт (2013 г.)

В ходе подготовки города к проведению Летней Универсиады-2013 встал вопрос об организации стабильной связи города и международного аэропорта «Казань» скоростным внеуличным транспортом. Альтернативные проекты сооружения линии скоростного трамвая до станции метро «Проспект Победы» и сооружения нового участка от этих же железнодорожных путей в аэропорт до станции метро и электричек «Аметьево» приняты не были. Было принято решение организовать преимущественно силами РЖД движение интермодальной линии электропоздов Аэроэкспресса до главного вокзала в центре города путём реконструкции существующих подъездных железнодорожных путей с их электрификацией, оснащением пассажирскими станциями и соответствующей инфраструктурой.
Стоимость реализации проекта составила около 12 млрд рублей (средства РЖД в размере 3,1 млрд руб. в 2011 году и 7,2 млрд в 2012 году, а также средства Минтранса РФ в размере 1,5 млрд руб. на строительство двух автомобильных путепроводов).
Работы начались 15 мая 2011 года. Электрификация завершена в ноябре 2012 года. Первоначально запуск был запланирован на 12.12.2012, но затем был перенесён. Запуск Аэроэкспресса состоялся 22 мая 2013 года. В день открытия Универсиады 6 июля 2013 года Аэроэкспрессом воспользовался по пути из аэропорта в город президент РФ Владимир Путин, положительно отозвавшись о его скорости и комфорте.
Были задействованы скоростные 5-вагонные электропоезда Siemens Desiro Rus ЭС1 «Ласточка» немецкой разработки. Стоимость проезда была существенно выше, чем на городском транспорте и составила 200 руб. Время безостановочного проезда со скоростью до 120 км/ч составляло 20 минут.
Одновременно были сооружены промежуточные станции и остановочные платформы, на которых Аэроэкспресс не останавливался, но которые были предназначены для параллельного сообщения обычных электропоездов от вокзала до предпоследней станции, которые, однако пущены не были. Только в дни проведения главного республиканского Сабантуя организовывались одна-две пары поездов обычных электропоездов от вокзала до платформы Берёзовая роща, рядом с которой проводятся массовые празднования.
В начале 2014 года ввиду нерентабельности (из-за малого числа пассажиров и на 40 % более дорогой стоимости обслуживания поезда) электропоезда «Ласточка» были заменены на модернизированные обычные электропоезда ЭД9Э, а с 1 июня 2014 года Аэроэкспресс начал делать остановку на промежуточной станции Юбилейная, до которой была установлена сниженная стоимость проезда — 50 руб.
С февраля 2015 года также из-за нерентабельности линия была выведена из системы Аэроэкспрессов, перешла в ведение ППК «Содружество» и стала линией городской электрички c остановками на шести промежуточных станциях, а стоимость проезда была приближена к таковой на городском транспорте.

## Расположение
Является радиальной линией южного направления. Проходит по территории Вахитовского и Приволжского районов города.
Идёт от старого железнодорожного вокзала Казань-1 (в центре города) через городские микрорайоны Новая Татарская слобода, Борисково, Мирный-Давликеево, сёла Столбище, Усады, промышленно-складские зоны (Тихорецкую и Юбилейную) до аэропорта.
В перспективе также будет обслуживать строящиеся микрорайон Спортивный и город-спутник Смарт-сити.

## Характеристики
Линия имеет длину 26 километров, электрифицирована. До станции Вахитово линия является частью южного внутригородского железнодорожного хода, затем идёт в виде однопутной тупиковой ветки с разъездами. Линия пересекает автодороги на четырёх путепроводах и одном управляемом одноуровневом переезде.
Линия имеет 7 действующих остановочных пунктов: 2 конечные и 3 промежуточные станции, 2 промежуточные остановочные платформы. Также имеется ещё 2 остановочных пункта, на которых остановка электропоездов не производится, но при необходимости может быть организована. Планируется сооружение ещё одной остановочной платформы.
На начальной станции-вокзале Казань-1 электропоезда линии отправляются и принимаются, как правило, с крытого навесом второго пути, доступного по крытому надземному пешеходному переходу из главного и пригородного зданий; крытая эстакадная конечная станция Аэропорт связана со зданием аэропорта крытым переходом с траволатором. Промежуточные станции — наземные, частично крытые навесами.
На линии используются модернизированные 4-вагонные электропоезда ЭД9Э с креслами самолётного типа, площадками для багажа, выдвижными пандусами для инвалидов, кондиционерами и биотуалетами.
Время проезда по линии со скоростью до 100 км/ч — 28 минут. В сутки со средним интервалом около 2 часов обращается 8 пар поездов. Пассажиропоток на линии за год составляет около 70 тыс. человек.
Линия имеет две тарифные зоны, на 2025 год стоимость проезда составляет 76 руб. до конечной и 44 руб. до промежуточных станций. На линии действуют проездные тарифы электричек «Городской» и другие.
С линии возможна пересадка на пригородные электропоезда (в перспективе также на Кольцевую линию городских электропоездов): на начальной станции — западного и восточного направлений, на следующей станции — восточного направления. На первых двух станциях возможна пересадка на трамвай, на начальной станции — на троллейбус, на обеих конечных и трёх промежуточных — на автобус. В настоящее время линия не связана с метрополитеном, но в перспективе предусмотрен пересадочный узел со станции Вахитово на Приволжскую линию метро (на одноимённую станцию).

## Станции
| Название                       | Год начала работы на линии | Пересадка                                                                                  | Вид станции | Объекты рядом |
| ------------------------------ | -------------------------- | ------------------------------------------------------------------------------------------ | ----------- | --- |
| Казань-1 (Казань-Пассажирская) | 2013                       | пригородные электропоезда западного и восточного направлений, трамвай, троллейбус, автобус |             | жд вокзал Казань-1                                                                                               |
| Автовокзал                     | планируется                | пригородные электропоезда восточного направления, трамвай, троллейбус, автобус             |             | Ново-Татарская слобода, ул. Татарстан, Центральный автовокзал                                                    |
| Вахитово                       | 2015                       | пригородные электропоезда восточного направления, трамвай, автобус                         |             | Ново-Татарская слобода, пл. Вахитова, химкомбинат «Нэфис», заводы «Точмаш» и «Радиоприбор», мехкомбинат «Мелита» |
| Тихорецкая                     | нет остановки              | '                                                                                          |             | промышленно-складская зона Тихорецкая, заводы «Теплоконтроль», СК, искож, РТИ («КВАРТ»), оптторгцентр METRO      |
| Берёзовая роща                 | 2015                       | автобус                                                                                    |             | посёлки Мирный-Давликеево и Борисково,                                                                           |
| Комбинат                       | 2015                       |                                                                                            |             | промышленно-складская зона Юбилейная, Казанский масложиркомбинат, создаваемый микрорайон ЖК Южный парк           |
| Южный парк                     | 2022                       | автобус                                                                                    |             | Жилой комплекс «Южный Парк», садовое товарищество «Танкист»                                                      |
| Юбилейная                      | 2014                       |                                                                                            |             | промышленно-складская зона Юбилейная, птицефабрика «Юбилейная», ЖК «Станция Спортивная», ЖК «Счастливый», ICL    |
| Столбище                       | 2015                       |                                                                                            |             | посёлок Столбище                                                                                                 |
| Усады                          | нет остановки              | автобус                                                                                    |             | посёлок Усады, создаваемый город-спутник Смарт-сити, завод ICL-КПО ВС                                            |
| Аэропорт                       | 2013                       | автобус                                                                                    |             | аэропорт, создаваемый город-спутник Смарт-сити                                                                   |